# Heart (倖田來未のアルバム)
『heart』（ハート）は、日本の歌手・倖田來未の18枚目となるオリジナル・アルバム。2022年3月2日にrhythm zoneより発売。
なおリリースに先駆け、1ヶ月前の2月2日より収録楽曲が先行配信された。

## 解説
アルバム自体としては、2021年リリースのオールタイムベスト『BEST 〜2000-2020〜』から僅か約2ヶ月足らずであり、オリジナルとしては2020年リリースのミニアルバム『angeL［MY NAME IS...］』及び『monsteR［MY NAME IS...］』以来となる（厳密としては、2019年リリースのフルアルバム『re(CORD)』以来）。
本アルバムを引っ提げ、リリース3日後の3月5日よりバンド編成によるスペシャル・ツアー「KODA KUMI Love & Songs 2022」が開催された。
本作は、2021年に発表された配信シングル（「キューティーハニー BEST 〜2000-2020〜 ver.」は前アルバムに収録済の為除く）を収録。DVD及びBlu-rayにはミュージック・ビデオが収録されるほか、ファンクラブ限定盤には2021年11月7日に日清パワーステーションで行われたオンライン形式による配信ライブ「日清 ラ王 Presents KODA KUMI ONLINE LIVE 2021」の模様と12月3日・4日・6日（デビュー日）に行われたアニバーサリーイベント「KODA KUMI 20TH → 21ST ANNIVERSARY EVENT」のダイジェストが初映像化される。
前ベスト盤同様にCD単体でのリリースは一切行わず、通常盤のCD+DVD、CD+Blu-rayに加え、ファンクラブ限定盤のCD+3DVD、CD+2Blu-rayの4形態で販売。

## 収録曲

### CD【全形態共通】
1. Bow Wow [3:06]
作詞：KODA KUMI
作曲：Hi-yunk
2. Sure shot [3:54]
3. Atlas [3:24]
4. GOOD TIME feat.AI [3:29]
5. Outta my control feat.ØZI [3:07]
6. アネモネ [4:13]
7. 100のコドク達へ [5:47]
作詞：jam
作曲：Katsuhiko Yamamoto
デジタルシングル
8. to be free [3:40]
作詞：KODA KUMI
作曲：T-SK、ADAM YARON、Imad Eljattari、Luigi Nabuurs、Pascal Oorts
デジタルシングル
9. RED [2:54]
10. 4 MORE [2:59]
作詞：KODA KUMI
作曲：WILLIAMS TIAAN CRISTIE、HENSHAW OLYMPIA、COLLIER HAILEY LEANE、WILL SIMMS、MORALES LAGAZIO SEBASTIAN
デジタルシングル
11. Doo-Bee-Doo-Bop [2:53]
作詞：Hi-yunk
作曲：UTA(TinyVoice, Production)、Hi-yunk(BACK-ON)
デジタルシングル
12. We'll Be OK [3:45]
作詞：KODA KUMI
作曲：Atsushi Shimada、Albin Nordqvist、Louise Frick Sveen
デジタルシングル

### DVD・Blu-ray
- 補足
  - 通常盤には「Behind The Scenes -Sure shot [Music Video]-」、ファンクラブ・mu-moショップ限定盤には「Behind The Scenes -heart-」とそれぞれ題したタイトルが収録されているが、内容は同一となっている。

1. Sure shot
2. 100のコドク達へ
3. to be free
4. 4 MORE
5. Doo-Bee-Doo-Bop
6. We'll Be OK
7. 4 MORE -Dance Ver.-

- Behind The Scenes -Sure shot［Music Video］-

#### ファンクラブ・mu-moショップ限定盤
- 補足
  - DVDおよびBlu-ray Disc.1に収録の「Behind The Scenes -heart-」は、通常盤の「Behind The Scenes -Sure shot [Music Video]-」と同内容になっている。
  - DVD Disc.3およびBlu-ray Disc.2に収録されている、Zepp Tokyo公演のLIVE映像に関しては、3・4日に行われた公演の中からセレクトされている。

##### DVD Disc 1 / Blu-ray Disc 1
- #DVD・Blu-rayを参照。

- Behind The Scenes -heart-

##### DVD Disc 2 / Blu-ray Disc 1
- KODA KUMI 20TH → 21ST ANNIVERSARY EVENT 2021.12.6＠Toyosu PIT
- Behind The Scenes -KODA KUMI 20TH → 21ST ANNIVERSARY EVENT-

##### DVD Disc 3 / Blu-ray Disc 2
- KODA KUMI 20TH → 21ST ANNIVERSARY EVENT 2021.12.3＠ Zepp Tokyo
- KODA KUMI 20TH → 21ST ANNIVERSARY EVENT 2021.12.4＠ Zepp Tokyo
- 日清 ラ王 Presents KODA KUMI SPECIAL ONLINE LIVE 2021

## 収録ライブ映像 (シングル除く)
- Bow Wow
  - 『KODA KUMI Love & Songs 2022』
  - 『billboard classics KODA KUMI Premium Symphonic Concert 2022 @festival hall』(WINGS)
- Sure shot
  - 『KODA KUMI Love & Songs 2022』
- Atlas
  - 『KODA KUMI Love & Songs 2022』
- アネモネ
  - 『KODA KUMI Love & Songs 2022』
- RED
  - 『KODA KUMI Love & Songs 2022』